# Teresa Strumiłło
Teresa Strumiłło, coniugata Gburczyk (Łódź, 16 marzo 1951), è un'ex cestista polacca.

## Carriera
Con la Polonia ha disputato quattro edizioni dei Campionati europei (1972, 1974, 1976, 1978).